# The City, Buckinghamshire
The City är en by i Buckinghamshire i England. Byn är belägen 38,4 km 
från Buckingham. Orten har 524 invånare (2015).